# Louis Débonnaire
Pour les articles homonymes, voir Débonnaire.
Ne doit pas être confondu avec le roi Louis le Pieux, appelé « Louis le Débonnaire ».
Louis Débonnaire, né à Ramerupt près de Troyes le 16 août 1679 et mort à Paris le 28 juin 1752, est un oratorien français, docteur de Sorbonne et ardent janséniste.

## Publications
On a de lui :
- Parallèle de la morale des jésuites et de celle des païens, Troyes, 1726
- Examen critique, philosophique et théologique des convulsions, 1733
- Leçons de la sagesse, 1737
- Traité de la fin du monde, 1737
- La Religion chrétienne méditée, 1745
- Règle des devoirs, 1758.